# バフト

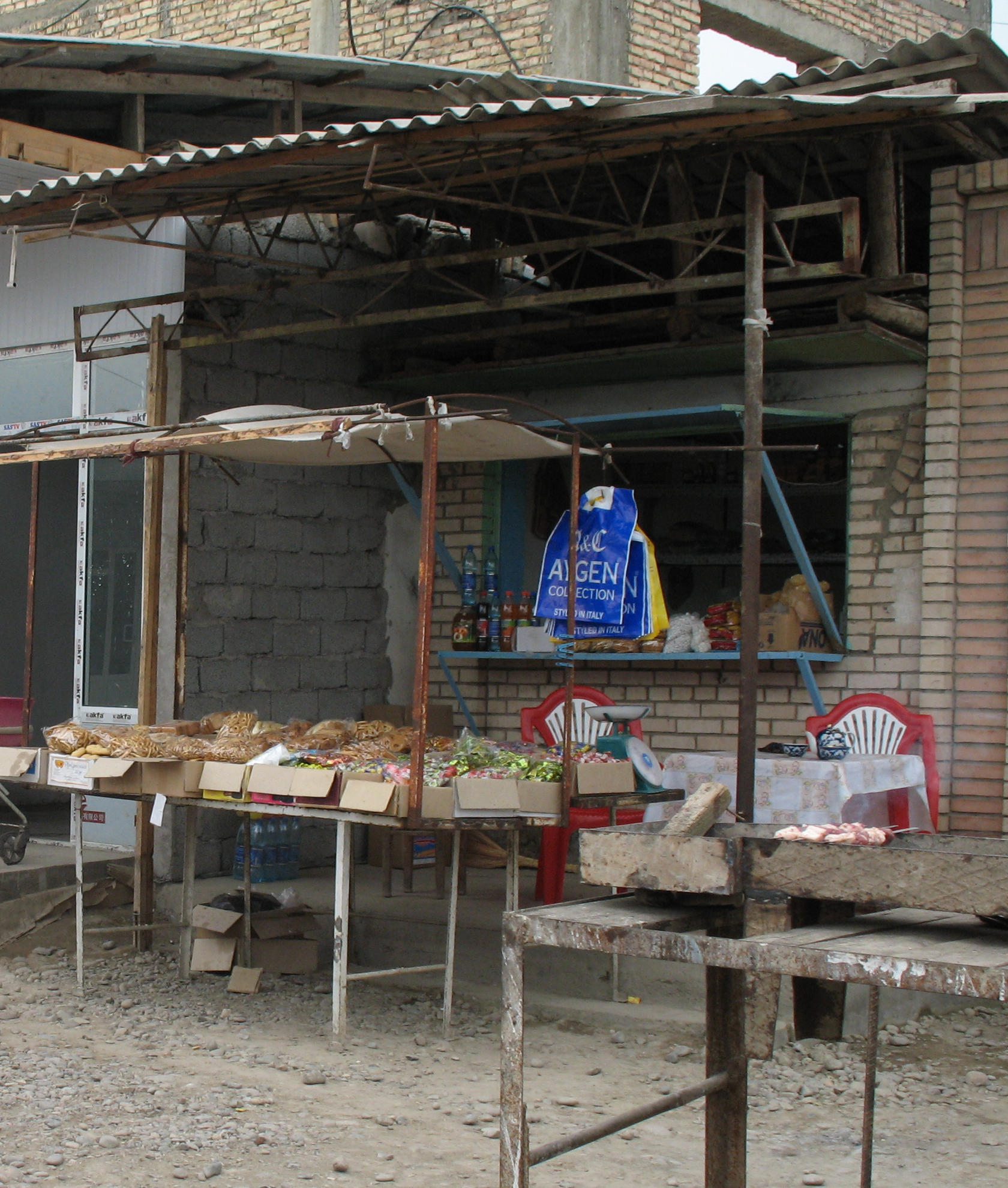
バフトのバザール

バフト (ラテン文字:Baxt, Baht、ウズベク語: Baxt / Бахт、ロシア語: Бахт) はウズベキスタン・シルダリヤ州にある都市である。州都のグリスタンからは北北西に約25kmの地点に位置する。1968年の人口は9,100人、2012年現在の人口は12,883人である。

## 歴史
バフトは1899年にサマルカンドとタシュケントを結ぶ鉄道の交換駅のある土地として設立された。1916年、交換駅は鉄道駅へと昇格した。この際、ロシアの皇太子アレクセイ・ニコラエヴィチに因んでヴェリコアレクセイェフスカヤ (Velikoalexeyevskaya、ロシア語のヴェリコ-Великоは「偉大」を意味する) と名付けられた。1963年、土地名がウズベク語で幸運を意味するバフト (ペルシア語: بخت) へと変更になった。1980年、バフトは都市へと昇格した。

## 産業
1970年代より、バフトでは建築資材工場と製綿工場があり、これらが街の中心産業となっている。

## 交通
バフトにはタシュケントからグリスタンを経由してサマルカンドを結ぶウズベキスタン鉄道の鉄道駅がある。タシュケントとタジキスタンの首都ドゥシャンベを結ぶ高速道路M34もまたバフトを通っている。